# Mara Berni
Mara Berni, nome d'arte di Mara Bernasconi (Brunate, 12 giugno 1932), è un'attrice italiana.

## Biografia
Assecondando i desideri dei genitori, esordì da bambina nella "Compagnia dei piccoli" di Wanda Petrini, seguendo contemporaneamente le lezioni dell'anziana attrice Teresa Franchini. Terminati gli studi, studiò danza e pianoforte, ed esordì come conduttrice televisiva ed annunciatrice.
Bionda, formosa, dotata di una bellezza fresca e sensuale, Mara Berni partecipò a circa quaranta pellicole realizzate fra gli anni cinquanta e sessanta, soprattutto di genere brillante, al fianco di grandi nomi come Alberto Sordi in Buonanotte... avvocato! (1955) Il moralista (1959), entrambi di Giorgio Bianchi, e Il vigile (1960) di Luigi Zampa, e Totò in Totò, Peppino e... la dolce vita (1961) di Sergio Corbucci.
Dotata di grazia e disinvoltura, fu spesso relegata nel ruolo di "donna fatale", anche in chiave comica, e si può dire che ella non sia stata sfruttata al meglio delle sue capacità. A partire dalla metà degli anni sessanta abbandonò lo schermo, ma lavorò talvolta per la televisione, sia recitando in romanzi sceneggiati, dove si ricorda il breve ma intenso ruolo della madre di Cecilia ne I promessi sposi (1967) di Sandro Bolchi, e partecipando a trasmissioni di varietà (fu reso un giusto tributo alla sua bellezza quando venne scelta per interpretare la parte della dea Venere nel brillante spettacolo musicale Biblioteca di Studio Uno di Antonello Falqui, con il Quartetto Cetra, nella puntata dedicata all'Odissea) sino alla fine degli anni ottanta.
Sposatasi in seconde nozze nell'ottobre del 1989 con il ricco industriale pakistano Tarik Mamoud Rana (da cui ha avuto, nel 1990, una figlia, all'età di 58 anni), attualmente vive fra Los Angeles e l'Italia.

## Filmografia

Mara Berni ne Il moralista (1959)

### Cinema
- La tratta delle bianche, regia di Luigi Comencini (1952)
- Fermi tutti... arrivo io!, regia di Sergio Grieco (1953)
- Anni facili, regia di Luigi Zampa (1953)
- L'amore in città, regia collettiva (1953) - (episodio "Gli italiani si voltano")
- Il maestro di Don Giovanni, regia di Milton Krims (1953)
- La spiaggia, regia di Alberto Lattuada (1954)
- Il seduttore, regia di Franco Rossi (1954)
- Accadde al commissariato, regia di Giorgio Simonelli (1954)
- Buonanotte... avvocato!, regia di Giorgio Bianchi (1955)
- Accadde al penitenziario, regia di Giorgio Bianchi (1955)
- Non scherzare con le donne, regia di Giuseppe Bennati (1956)
- Il mondo sarà nostro (El expreso de Andalucía), regia di Francisco Rovira Beleta (1956)
- La donna che amo, regia di Mario Costa (1957)
- La grande ombra, regia di Claudio Gora (1957)
- Il segreto delle rose, regia di Albino Principe (1958)
- Le donne ci tengono assai, regia di Antonio Amendola (1959)
- Il moralista, regia di Giorgio Bianchi (1959)
- Questione di pelle, regia di Claude Bernard-Aubert (1959)
- Juke box - Urli d'amore, regia di Mauro Morassi (1959)
- Il vigile, regia di Luigi Zampa (1960)
- I cosacchi, regia di Giorgio Rivalta e Viktor Turžanskij (1960)
- I baccanali di Tiberio, regia di Giorgio Simonelli (1960)
- Spade senza bandiera, regia di Carlo Veo (1961)
- Totò, Peppino e... la dolce vita, regia di Sergio Corbucci (1961)
- Il terribile Teodoro, regia di Roberto Bianchi Montero (1961)
- Gli scontenti, regia di Giuseppe Lipartiti (1961)
- Sansone, regia di Gianfranco Parolini (1961)
- La furia di Ercole, regia di Gianfranco Parolini (1962)
- Maciste contro lo sceicco, regia di Domenico Paolella (1962)
- I tre nemici, regia di Giorgio Simonelli (1962)
- Maurizio, Peppino e le indossatrici, regia di Filippo Walter Ratti (1962)
- Armi contro la legge, regia di Ricardo Blasco (1963)
- Le ore dell'amore, regia di Luciano Salce (1963)
- Assassino senza volto, regia di Angelo Dorigo (1968)
- Giorni di sangue, regia di Lorenzo Gicca Palli (1968)

### Televisione
- Giallo club - Invito al poliziesco – serie TV (1961)
- Racconti napoletani di Giuseppe Marotta – miniserie TV (1962)
- I giacobini – miniserie TV (1962)
- Demetrio Pianelli – miniserie TV (1963)
- La figlia del capitano – miniserie TV (1965)
- Un bambino, regia di Alessandro Brissoni – film TV (1965)
- Quinta colonna – miniserie TV (1966)
- Sheridan: Squadra omicidi – miniserie TV (1967)
- I promessi sposi, regia di Sandro Bolchi – miniserie TV (1967)
- Giallo di sera – miniserie TV (1971)

## Prosa televisiva Rai
- I Giacobini, regia di Edmo Fenoglio, 1962.
- Demetrio Pianelli, regia di Sandro Bolchi, 1963.
- Un figlio per Dorotea, regia di Eros Macchi, trasmessa il 27 gennaio 1964.
- La figlia del capitano, regia di Leonardo Cortese, sceneggiato di 6 puntate trasmesso dal 16 maggio al 23 giugno 1965.
- Bello di papà, regia di Mario Ferrero, trasmessa il 21 ottobre 1965.
- Edoardo e Carolina, di Félicien Marceau, regia di Vito Molinari, trasmessa il 9 marzo 1966.

## Doppiatrici
- Dhia Cristiani in Il segreto delle rose, Sansone, La furia di Ercole
- Rosetta Calavetta in Il moralista
- Maria Pia Di Meo in Questione di pelle
- Giuliana Lojodice in Il vigile
- Rita Savagnone in I baccanali di Tiberio
- Gabriella Genta in Maciste contro lo sceicco